# Łańcut (zámek)
Zámek Łańcut ([uaňcut]), znám také pod názvem Zámek Lubomirských a Potockých v Łańcutu, je bývalé šlechtické sídlo nacházející se v městě Łańcut, v Podkarpatském vojvodství. Zámek je ve vlastnictví společnosti Muzeum - Zamek w Łańcucie, která zde má své sídlo.
Zámecký a parkový komplex v Łańcutu byl zapsán na seznam historických památek Polska 1. září 2005.

## Historie

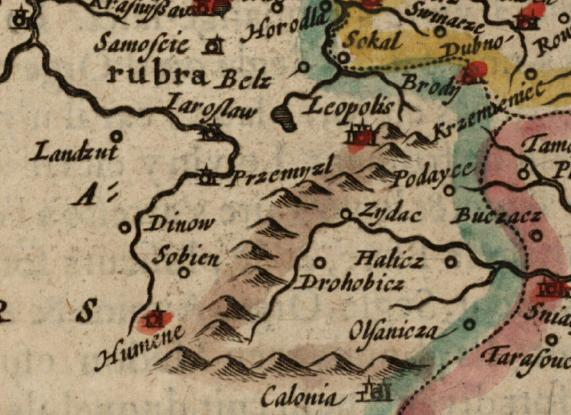
Laňcut (Landzut) na mapě Gerharda Mercatora, vydání z roku 1634, Antverpy

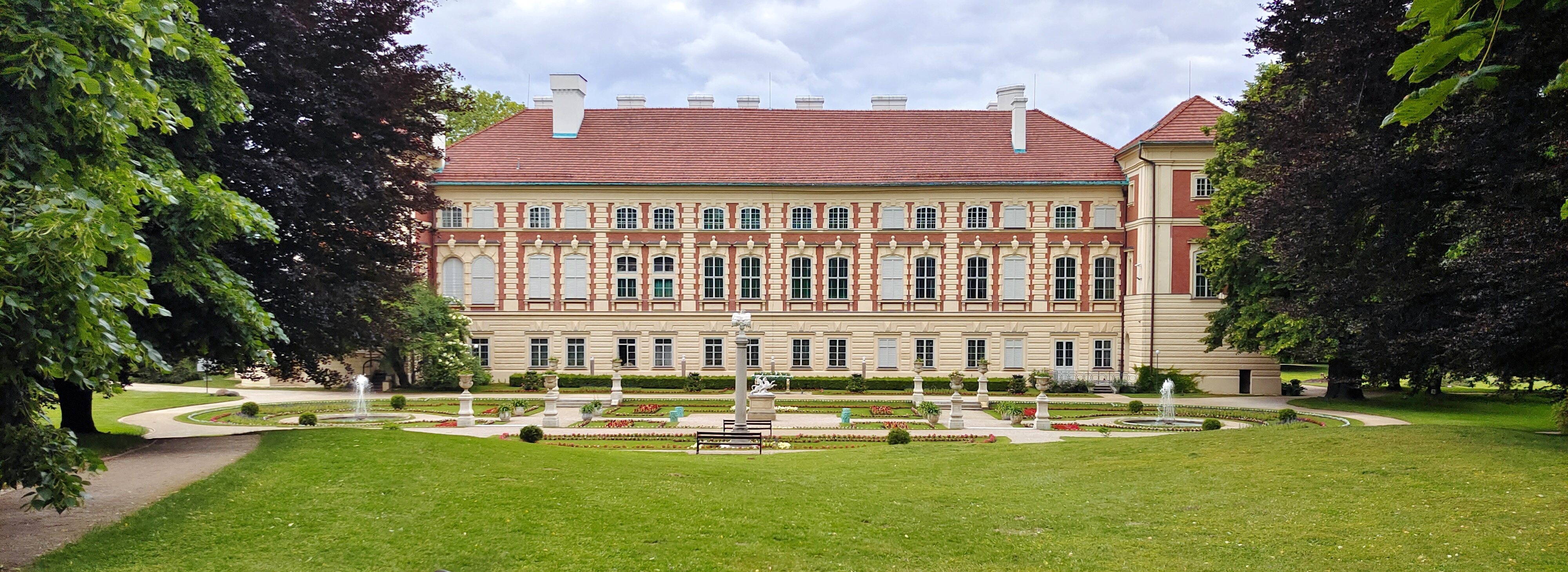
Pohled na zámek od Italské zahrady

### Název
Pojmenování města (později zámku) má původ ve jménu německého města Landshut, odkud pocházeli němečtí kolonisté, které pozval polský král Kazimír III. Veliký v polovině 14. století. Název procházel proměnami:
- Lanczuth (1375);
- Landssuth (1381);
- Lanchth (1384);
- Lanczuth (1494).

### 1. období (1. pol. 14. století–1586): rod Pileckých
Původní sídlo, v podobě obranné věže, nacházející se na místě stávajícího areálu, bylo pravděpodobně postaveno rodem Pileckých a pochází z 2. poloviny 16. století.

### 2. období (1586–1628): rod Stadnických
V roce 1586 získal Łańcut Stanisław Stadnicki, výměnou za dluhy dědičky panství Anny, manželky Krzysztofa Pileckého.
Původní stavba byla kolem roku 1610 rozšířena Stadnickými a její půdorys dostal tvar podkovy.

### 3. období (1629–1753): rod Lubomirských
K nejpodstatnějšímu rozšíření došlo v letech 1629–1641, podle návrhu Itala Matteo Trapola, kdy byl majitelem zámku krakovský vojvoda a velký maršál nejvyššího odvolacího soudu polského království, Stanisław Lubomirski. Odtud pochází také často používaný název - Zámek Lubomirských v Łańcutu. Objekt byl tehdy obehnán mohutným bastionovým opevněním, které jej v roce 1655 uchránilo před dobytím Švédy a v roce 1657 před Transylvány. V roce 1745 se majitelem zámku v Łańcutu stal Stanisław Lubomirski, který se v roce 1753 oženil s kněžnou Izabelou Czartoryskou (1736–1816).

### 4. období (1754–1816): Izabela Lubomirska
Po smrti Stanisława Lubomirského získala plnou kontrolu nad zámkem jeho manželka Izabela, která po roce 1783 významně změnila celý zámecký areál. Kromě mnohých interiérových změn nechala na místě mohutného opevnění vybudovat zahradu v italském stylu, zvěřinec a statek.

### 5. období (1816–1939): rod Potockých
Po smrti Izabely (1816), se dědici jejího rozsáhlého majetku stali její vnuci Alfred a Artur Potočtí. Dědickým řízením připadl Łańcut Arturu Potockému (1786–1862). Během jeho vlastnictví vznikl anglický park a v klasicistním stylu budova Jízdárny. Další podstatný rozvoj zámku nastoupil během vlastnictví jeho syna, Romana Potockého (1852–1915). Zámek byl přebudován a získal novobarokní fasádu ve francouzském stylu. Při rozsáhlé modernizaci byl na zámku zaveden vodovod, kanalizace a vybudovány koupelny. Objekt měl od roku 1906 vlastní elektrárnu a později byl i připojen na telefonní síť. V roce 1911 bylo přestavěno a zmodernizováno dvorní divadlo, které existuje dodnes. V areálu zámku vznikla Kočárovna, Italská zahrada, Růžová zahrada, skleník s palmami a skleník s orchidejemi.

### 6. období (1939–1944): Druhá světová válka
Za Druhé světové války sídlilo na zámku velitelství Wehrmachtu. Rodina Potockých nebyla Němci pronásledována a před příchodem Rudé armády do Łańcutu, 1. srpna 1944, se Alfredu Potockému, se svolením Němců, podařilo uprchnout na Západ a odvézt s sebou značné množství zámeckého majetku. Zámek během války poškozen nebyl.

### 7. období (1944–současnost)
Již v září 1944 převzaly zámek úřady lidového Polska a proměnily ho v muzeum.
K budovám, patřícím pod správu muzea, patří i synagoga, ve které se nachází sbírka judaistických předmětů, založená jedním členem rodiny Lubomirských.

## Zámecké interiéry
Ve srovnání s jinými šlechtickými sídly v Polsku, vyniká zámek v Łańcutu bohatými sbírkami a zachovalými parkovými a palácovými komplexy, zahradami, obytnými a hospodářskými budovami.
Nejdůležitější prostory zámku jsou:
- Taneční sál;
- Velká jídelna;
- Sloupový sál;
- Dvorní divadlo;
- Galerie soch;
- Čínské pokoje.

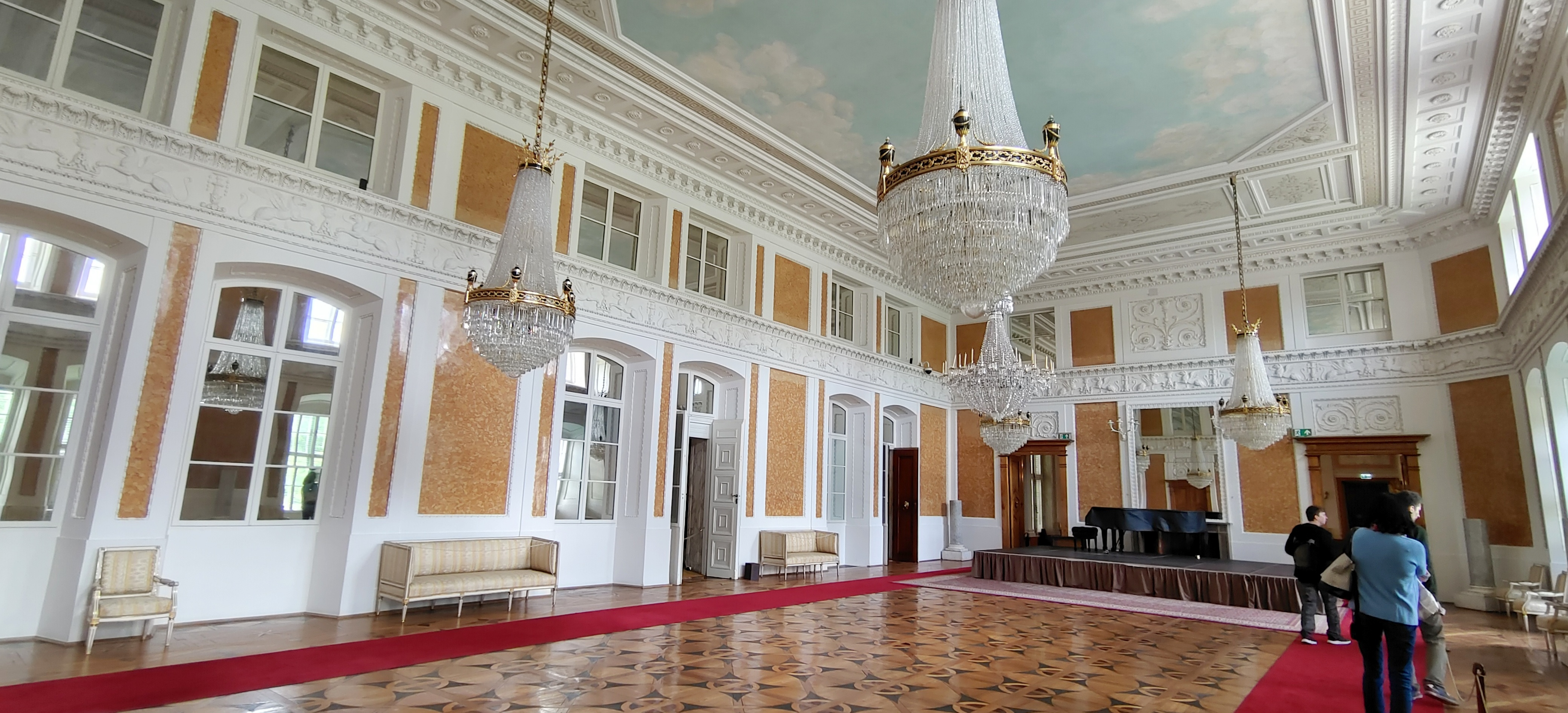
Taneční sál

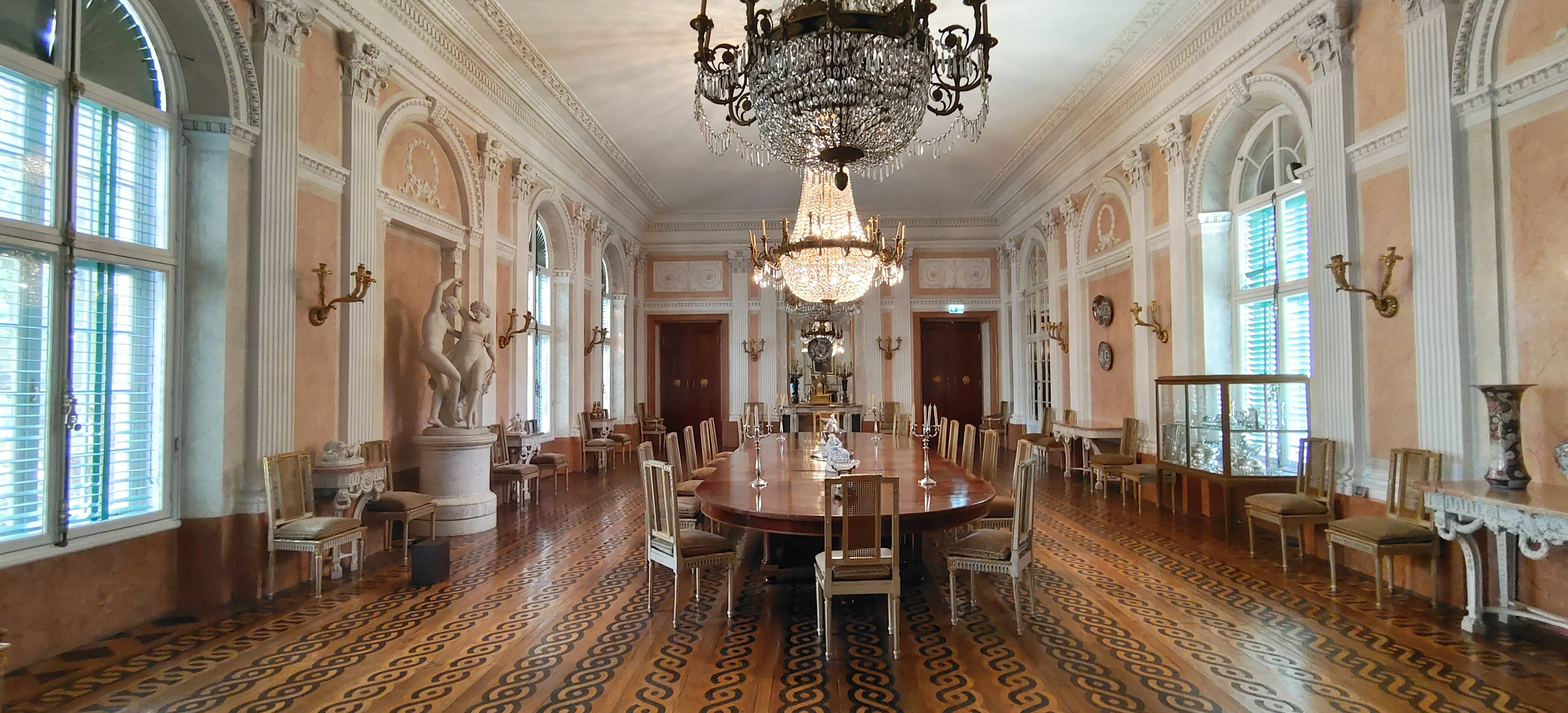
Velká jídelna

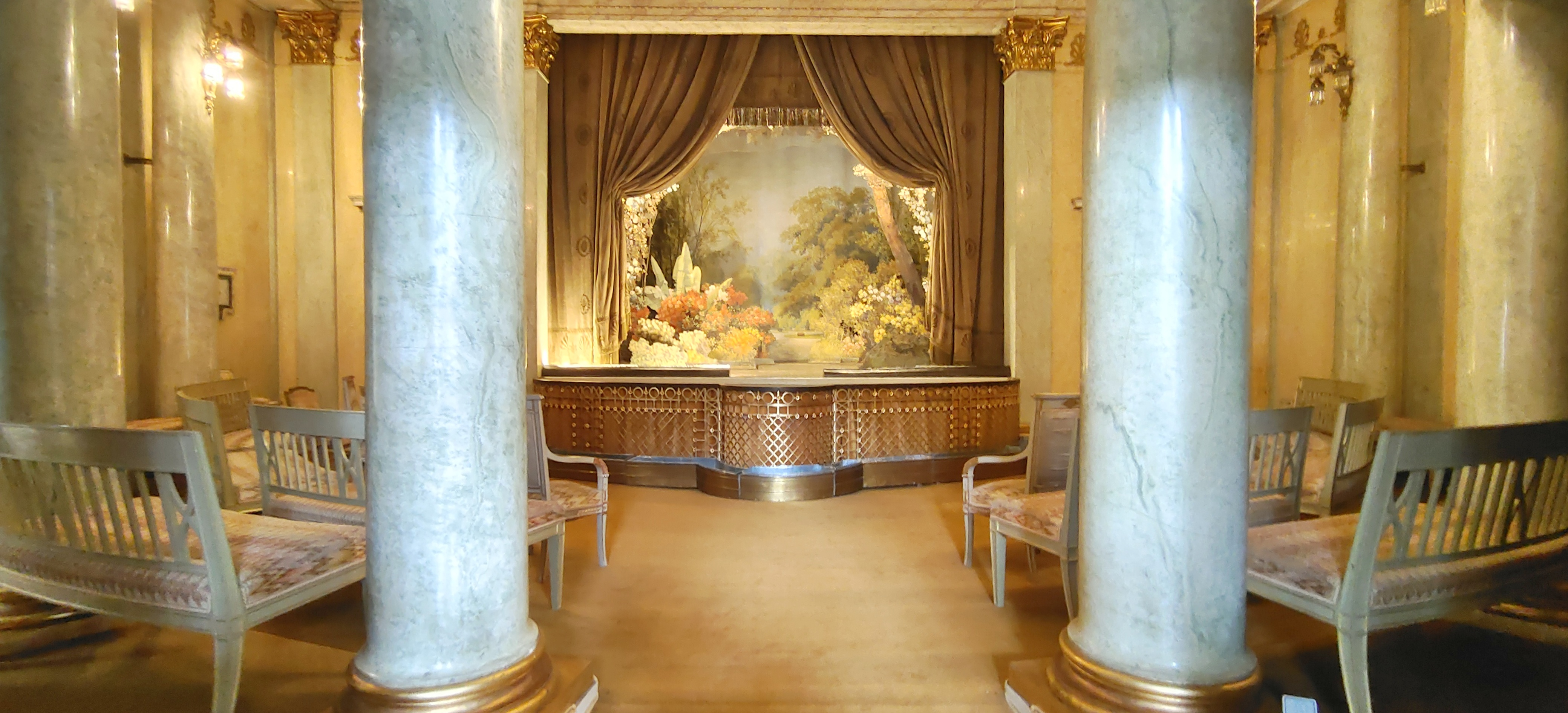
Dvorní divadlo

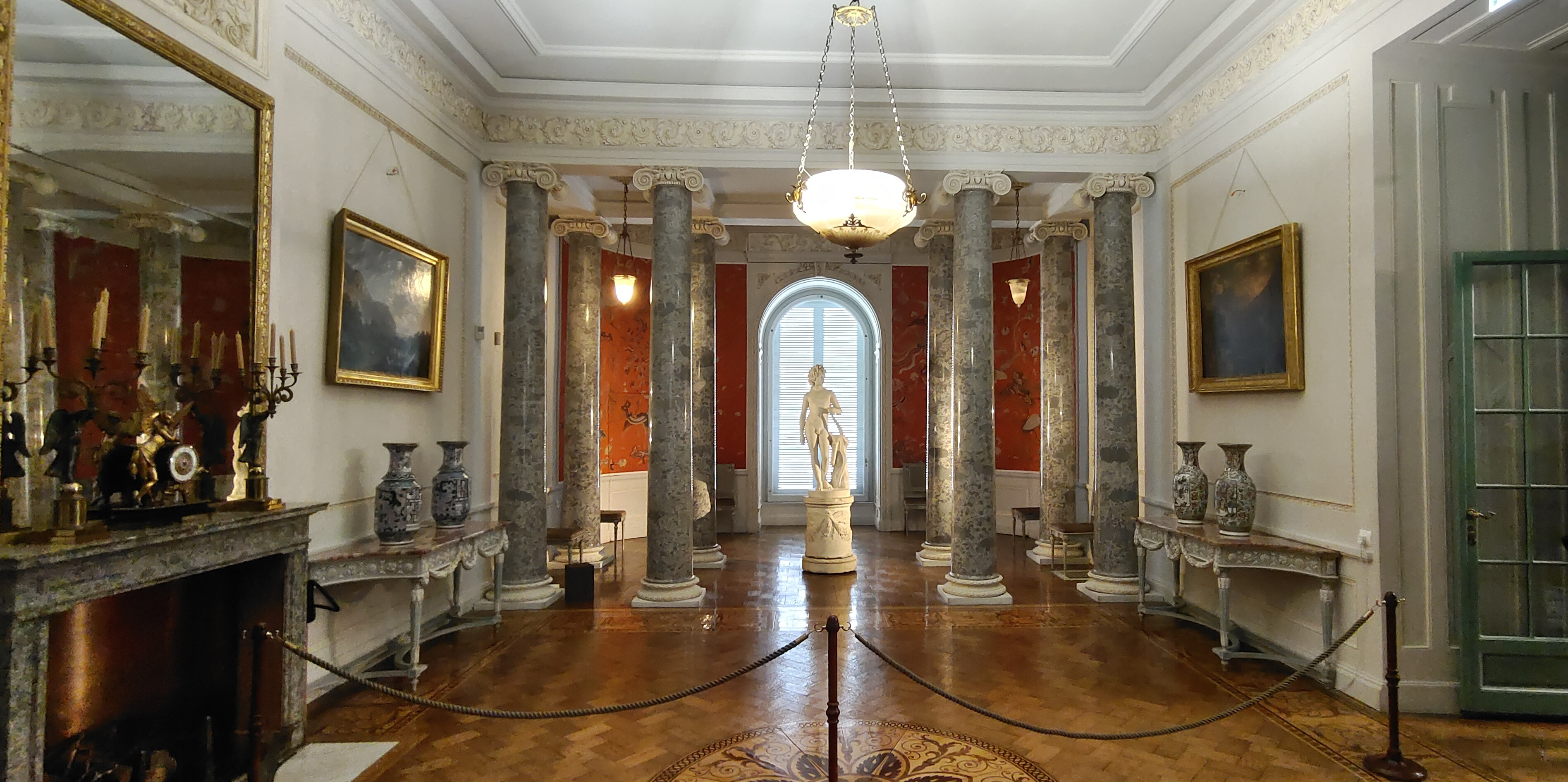
Socha Amora (Antonio Canova)

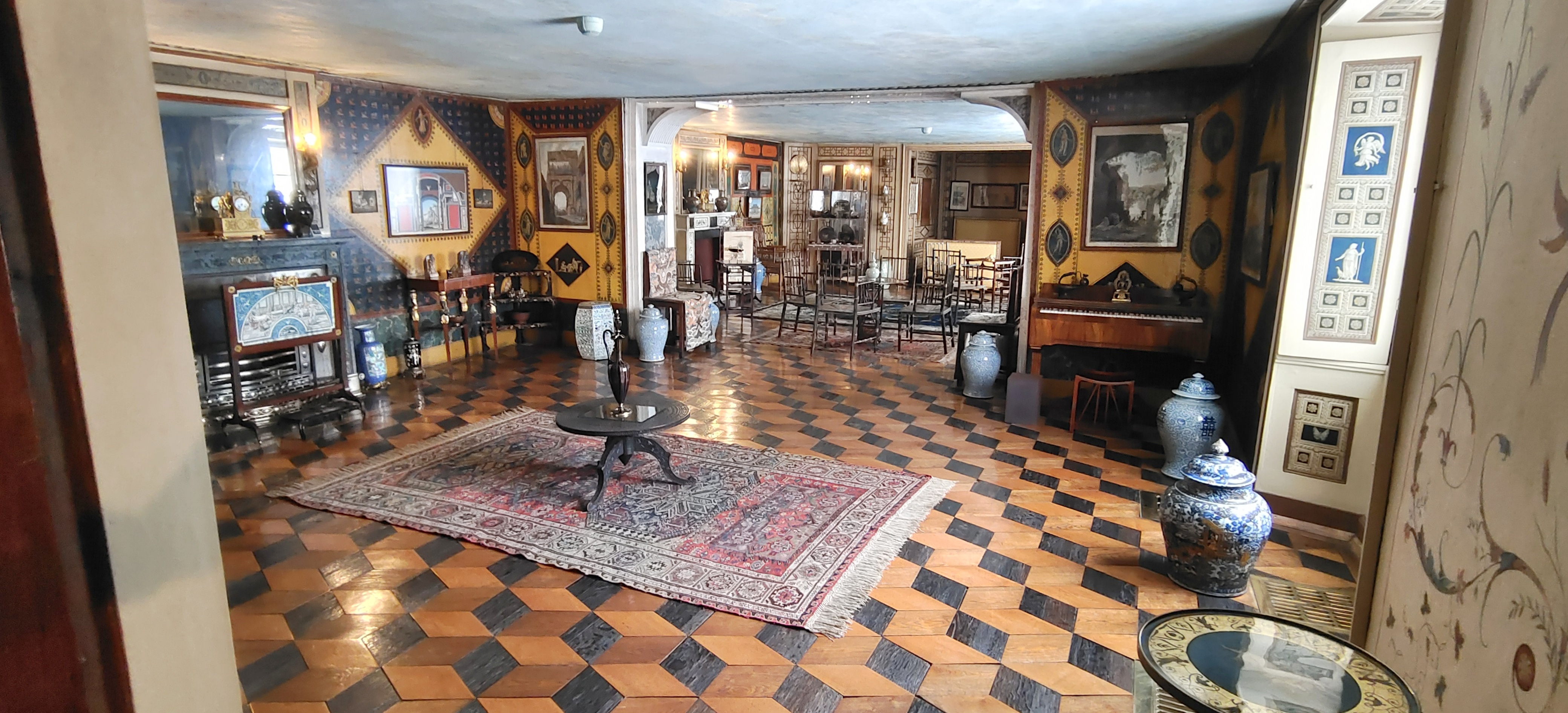
Čínské pokoje

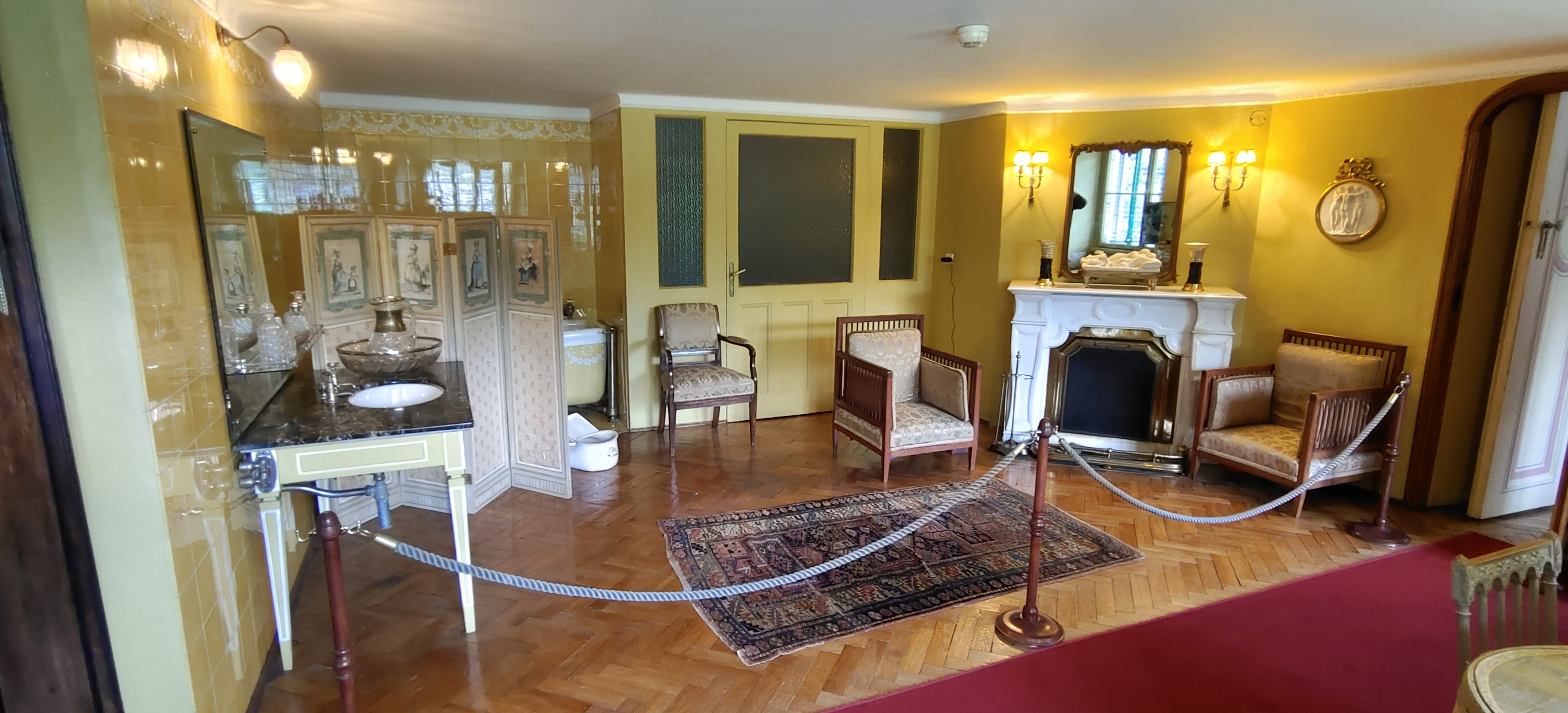
Koupelna

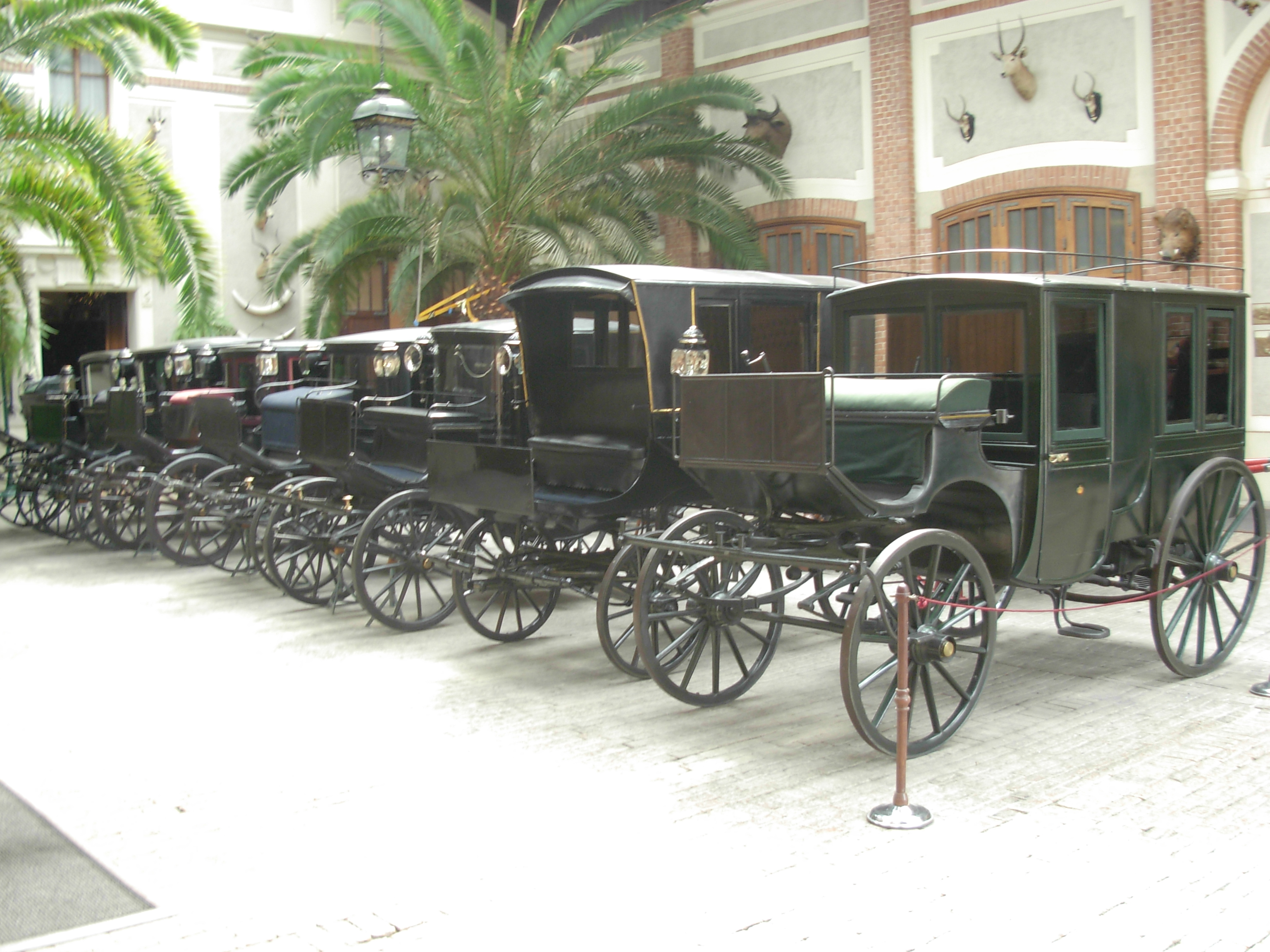
Kočárovna - část kolekce kočárů

Jejich vybavení je původní, mezi nejcennější umělecká díla patří:
- autoportrét Sofonisby Anguissola z roku 1556;
- socha Antonia Canovy, zobrazující Henryka Lubomirského jako Amora.

Na zámku je také největší a nejzachovalejší polská šlechtická knihovna (22 000 svazků).

## Zámecké exteriéry

### Opevnění
Původní obranná věž byla pravděpodobně postavena rodem Pileckých a pochází z druhé poloviny 16. století. Je to nejstarší objekt opevnění, který se stal v 17. století součástí obranného opevnění vybudovaného rodem Stadnických. Po roce 1610 Stadničtí přestavěli objekt do podkovitého tvaru s ochozy a čtyřmi baštami v rozích.
Následně, v letech 1629–1641, vojvoda Stanisław Lubomirski objekt zcela přestavěl na typ pallazzo in fortezza. Zámek obklopil mohutným zemním a cihlovým bastionovým opevněním na hvězdicovém půdorysu a vodním příkopem. Plány přestavby navrhli Ital Matteo Trapola a Polák Krzysztof Mieroszewski. Ve 2. pol. 17. století bylo opevnění renovováno a modernizováno. Po roce 1783 začala kněžna Izabela Czartoryska rozšiřovat zahrady, bastionové opevnění bylo částečně zbouráno a tím ztratilo svou obrannou funkci. Dodnes je však v terénu vidět jeho obrys.

### Park
Kolem zámku se rozkládá anglický krajinářský park. Jeho současná podoba vznikla z velké části na konci 18. a počátku 19. století, kdy majiteli byli Stanisław a Izabela Lubomirští. Kněžna se intenzívně starala o postupné rozšiřování a zvelebování zámeckých zahrad, zámecké oranžerie a parku.
Park má rozlohu 36 hektarů a je rozdělen na:
- vnitřní park (před vodním příkopem);
- venkovní park (za vodním příkopem, na východ od zámku).

#### Vnitřní park zahrnuje:
- Italskou zahradu;
- Růžovou zahradu;
- Bylinkovou zahradu;
- Gloriet (kolem roku 1800).

#### Ve venkovním parku se nachází:
- Skleník pro orchideje (1902);
- Romantický zámek (1800);
- Jízdárna (1830);
- Konírna (1898);
- Kočárovna (1902);
- Dům zahradníků (nyní hudební škola);
- Sad (1904/2008);
- Jezírko;
- Tenisový kurt.

## Muzeum
Na zámku má sídlo společnost Muzeum - Zamek w Łańcucie, která zde má tato oddělení:
- Oddělení interiéru;
- Oddělení koňských vozidel;
- Oddělení ochrany parku;
- Knihovna a archiv;
- Oddělení historie města a regionu;
- Oddělení církevního umění.

## Využití zámku, zajímavosti

### Edukační činnosti
Vedení muzea využívá exponáty zámku na pořádání různých workshopů, se zaměřením na základní, střední a vysoké školy, zejména z oblastí týkajících se:
- biblických a mytologických témat v malířství;
- témat z judaismu (náboženství a umění);
- zvyků ve starém Polsku;
- dvorního divadla a tradice živých obrazů (tato oblast výchovy je usnadněna existencí originálních divadelních dekorací a výprav, z přelomu 19. a 20. století, v Polsku naprosto ojedinělými).

### Hudební slavnosti
V návaznosti na tradici, iniciovanou kněžnou Izabelou Lubomirskou, jsou na zámku pořádány hudební slavnosti. V roce 1960 zde byla založena kulturní akce, pod jménem Dny komorní hudby, která se koná každoročně v květnu. V roce 1981 se změnila na Festival hudby. Tento festival je jednou z nejvýznamnějších akcí klasické hudby v Polsku. Od roku 1975 se zde pořádají i mistrovské kurzy hudební interpretace.

### Reprezentační využití zámku
Zámek je využíván státními institucemi pro reprezentativní a služební účely. Poměrně často se zde konají i vědecká sympozia. Zámecké prostory nejsou dostupné (pronajímány) fyzickým osobám ani soukromým institucím. Výjimka byla učiněna pouze dvakrát - pro potomky bývalých majitelů.

### Natáčení filmů
Na zámku Łańcut se natáčely scény pro dva známé polské celovečerní filmy:
- Trędowata (1976);
- Hrabina Cosel (1968).

Exteriér zámku se objevuje i ve filmu Palac (1980).

### Numizmatika
V roce 1993 byly vydány dvě pamětní mince s vyobrazením zámku. Mince měly nominální hodnoty 20 000 a 300 000 zlotých.

## Galerie

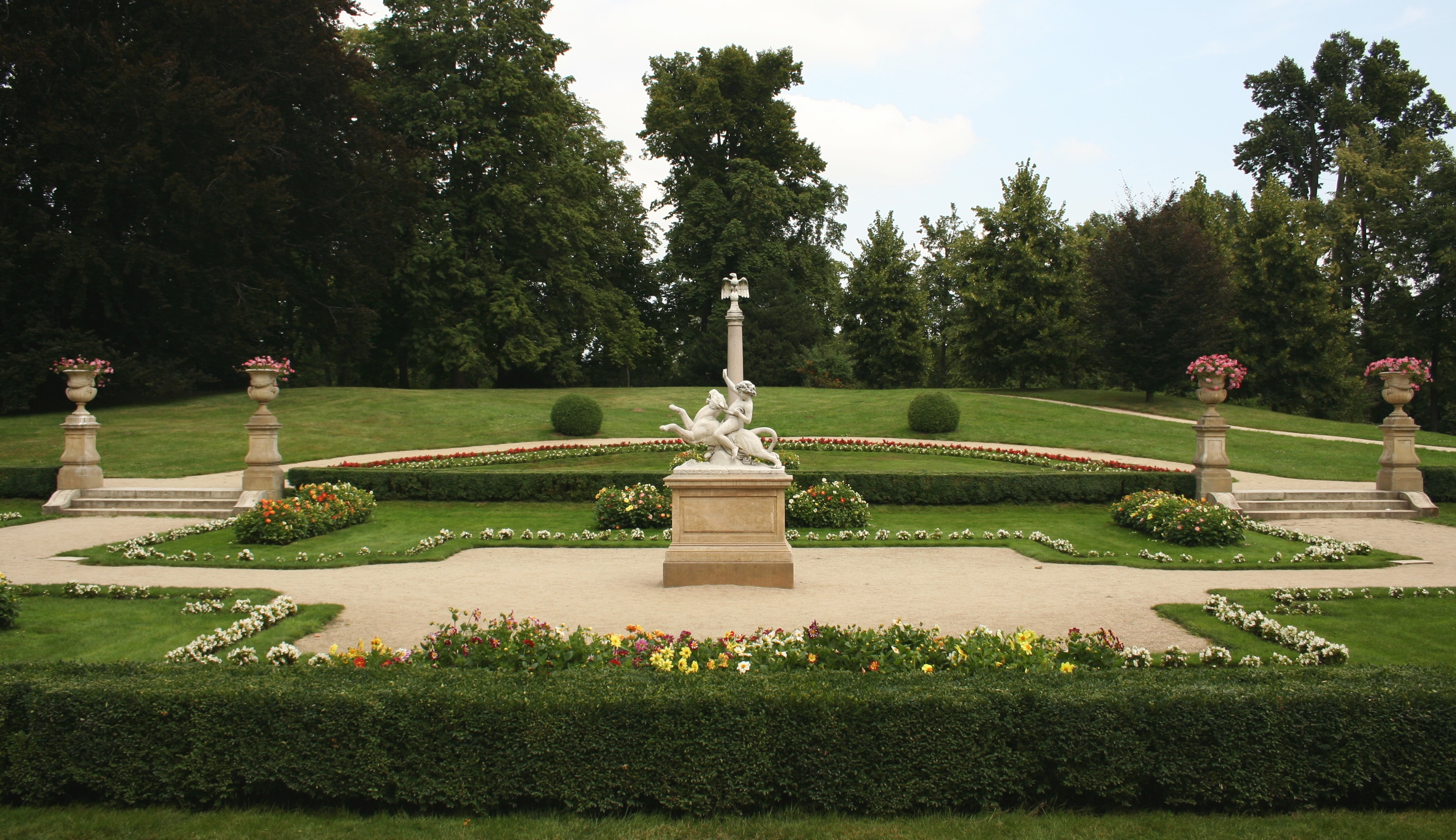
Italská zahrada
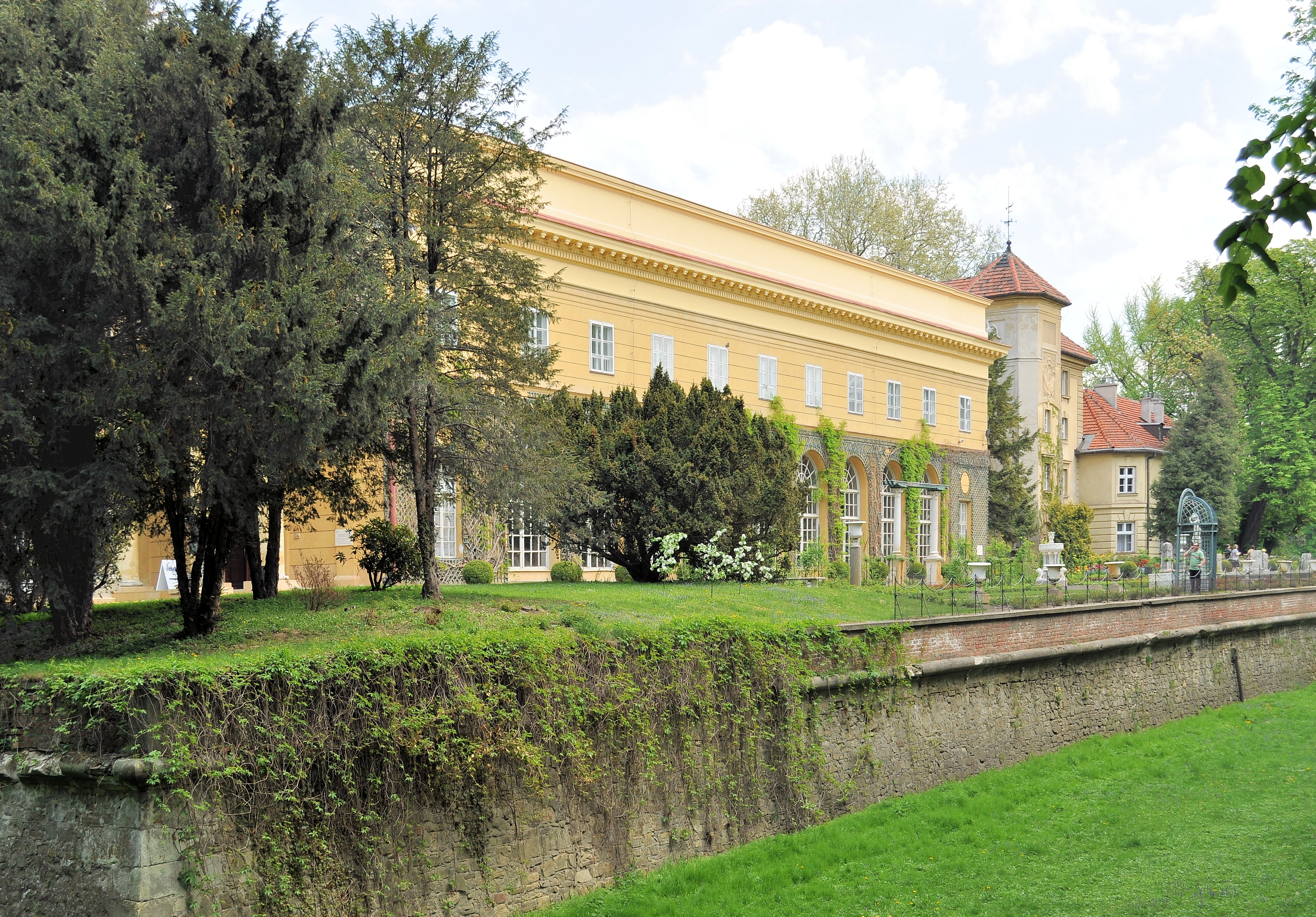
Oranžerie
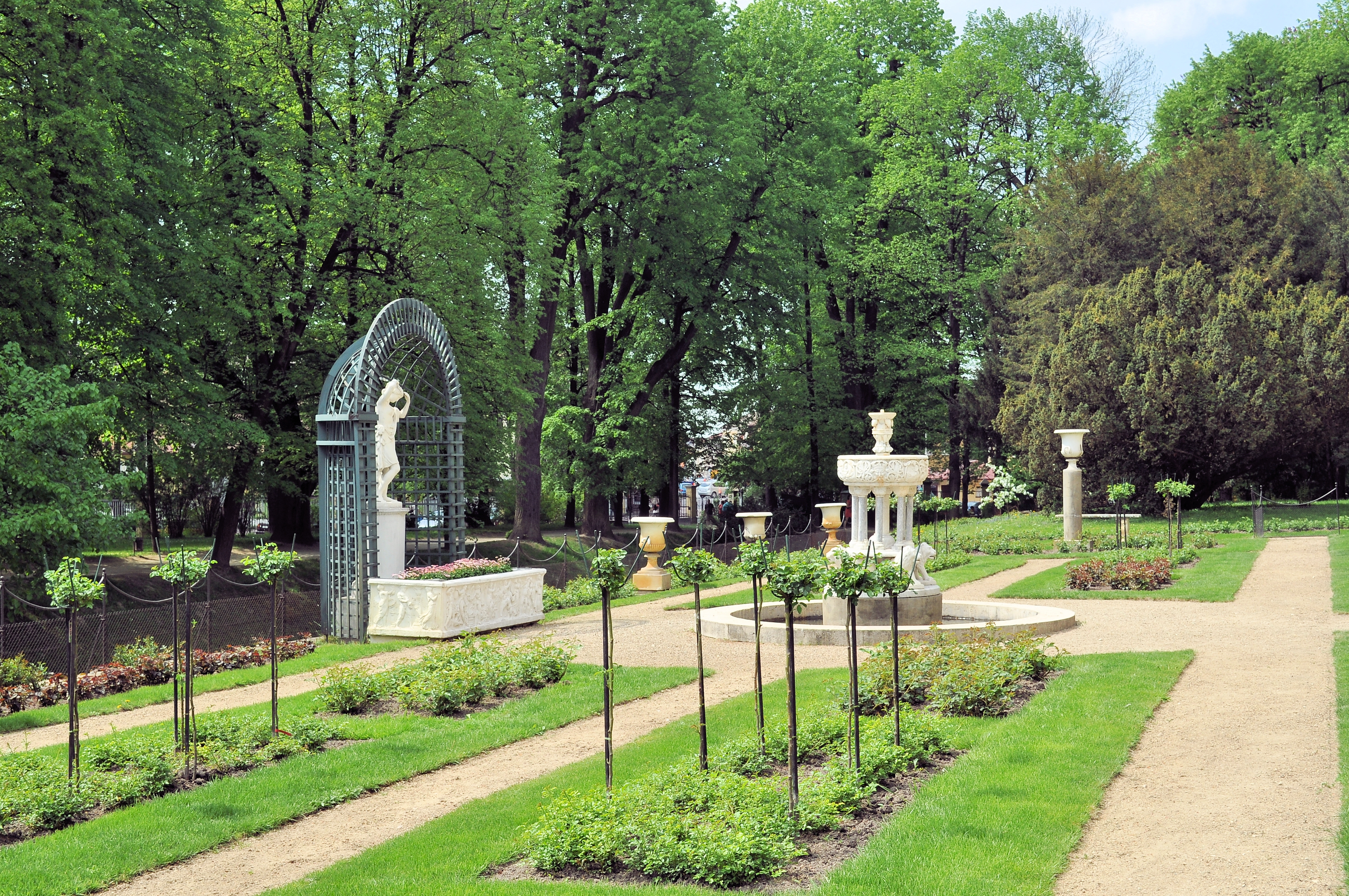
Růžová zahrada
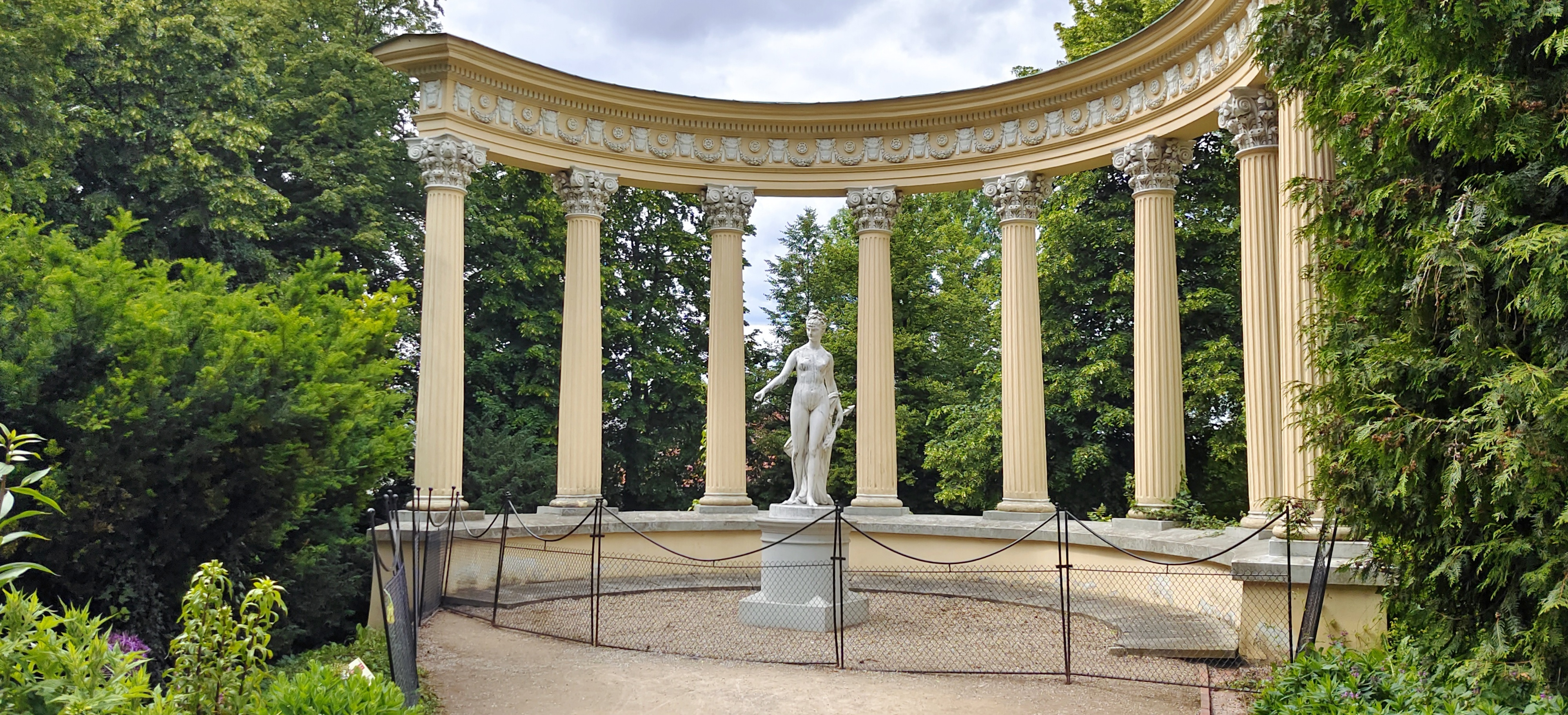
Gloriet
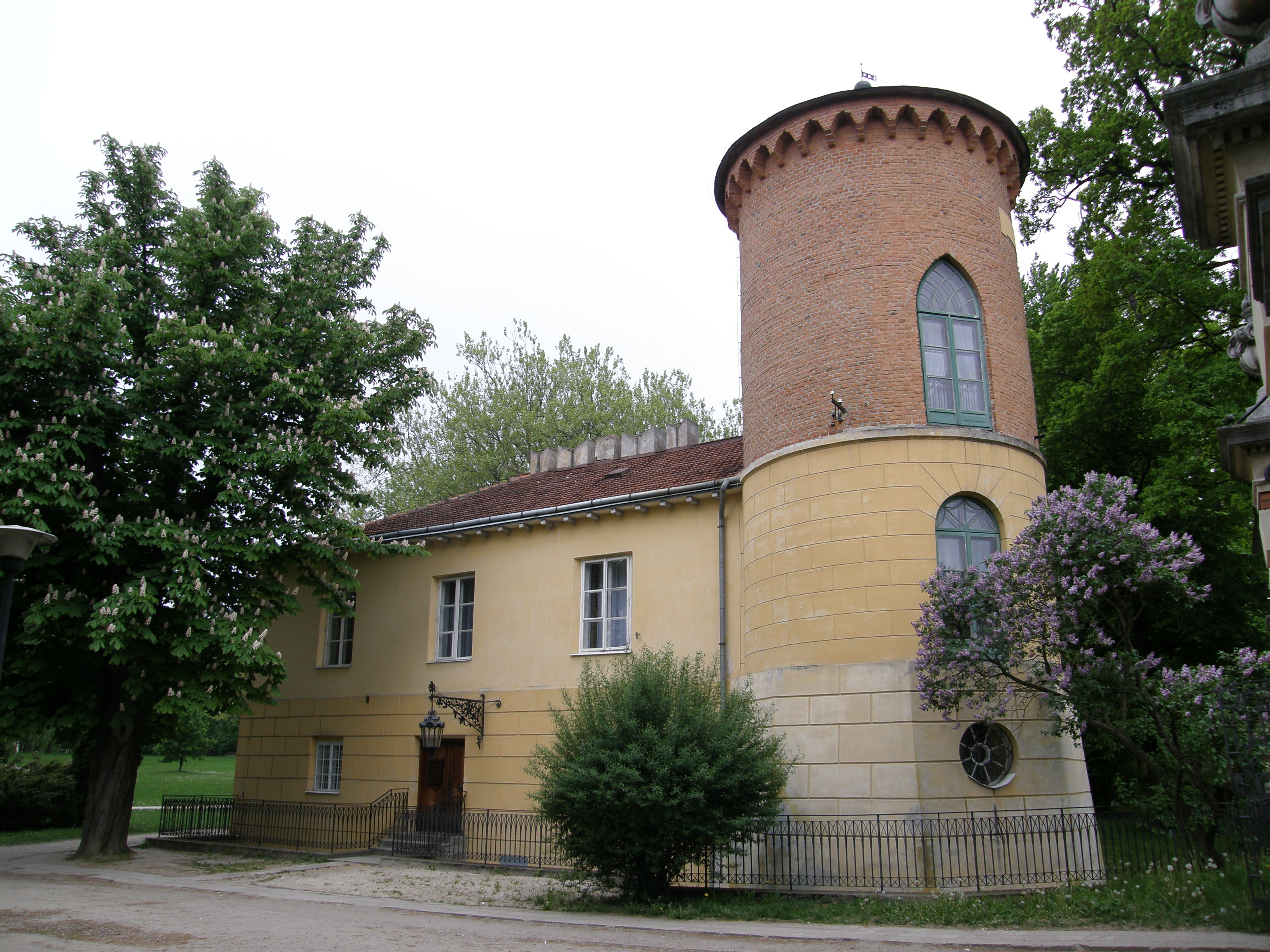
Romantický zámek
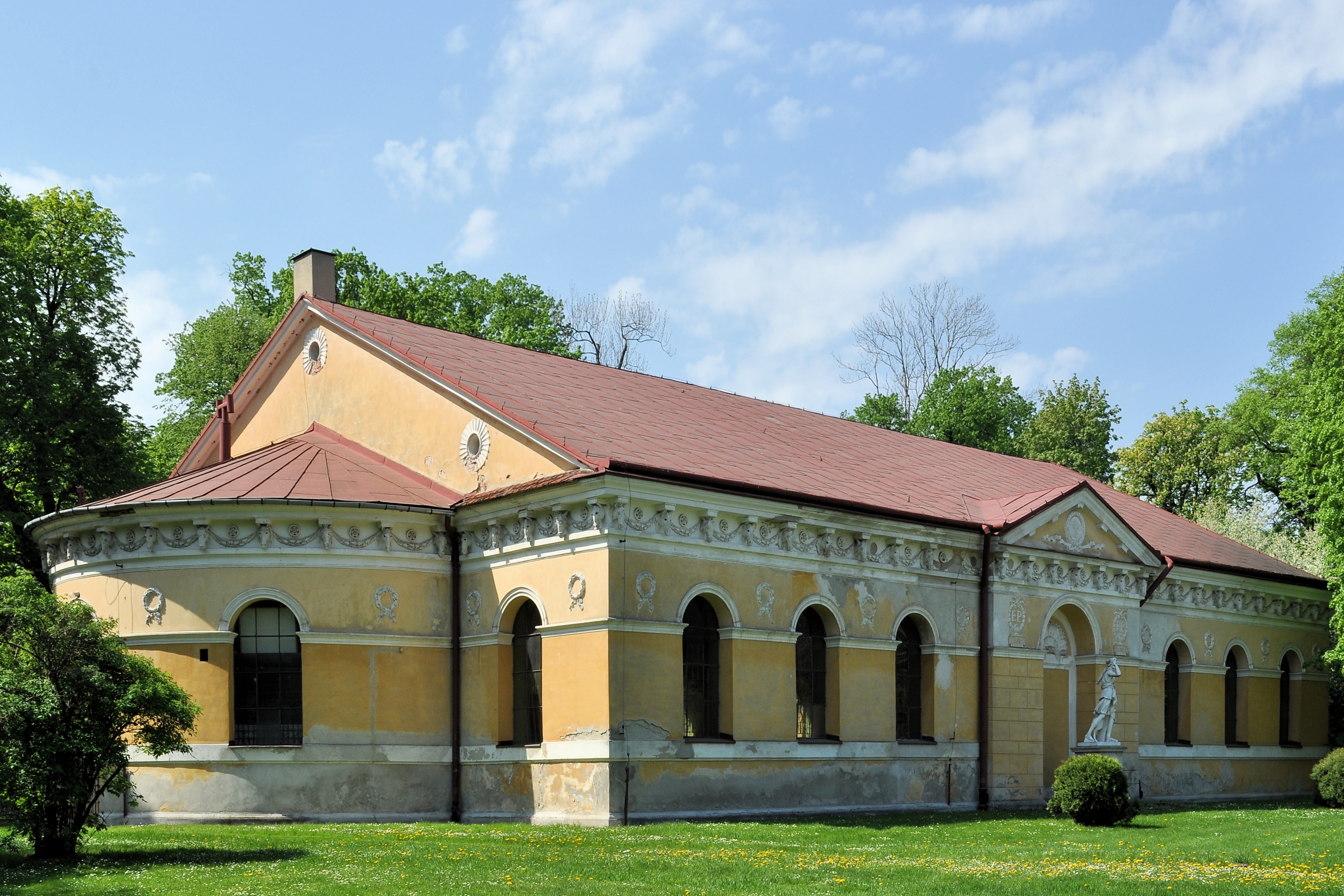
Jízdárna
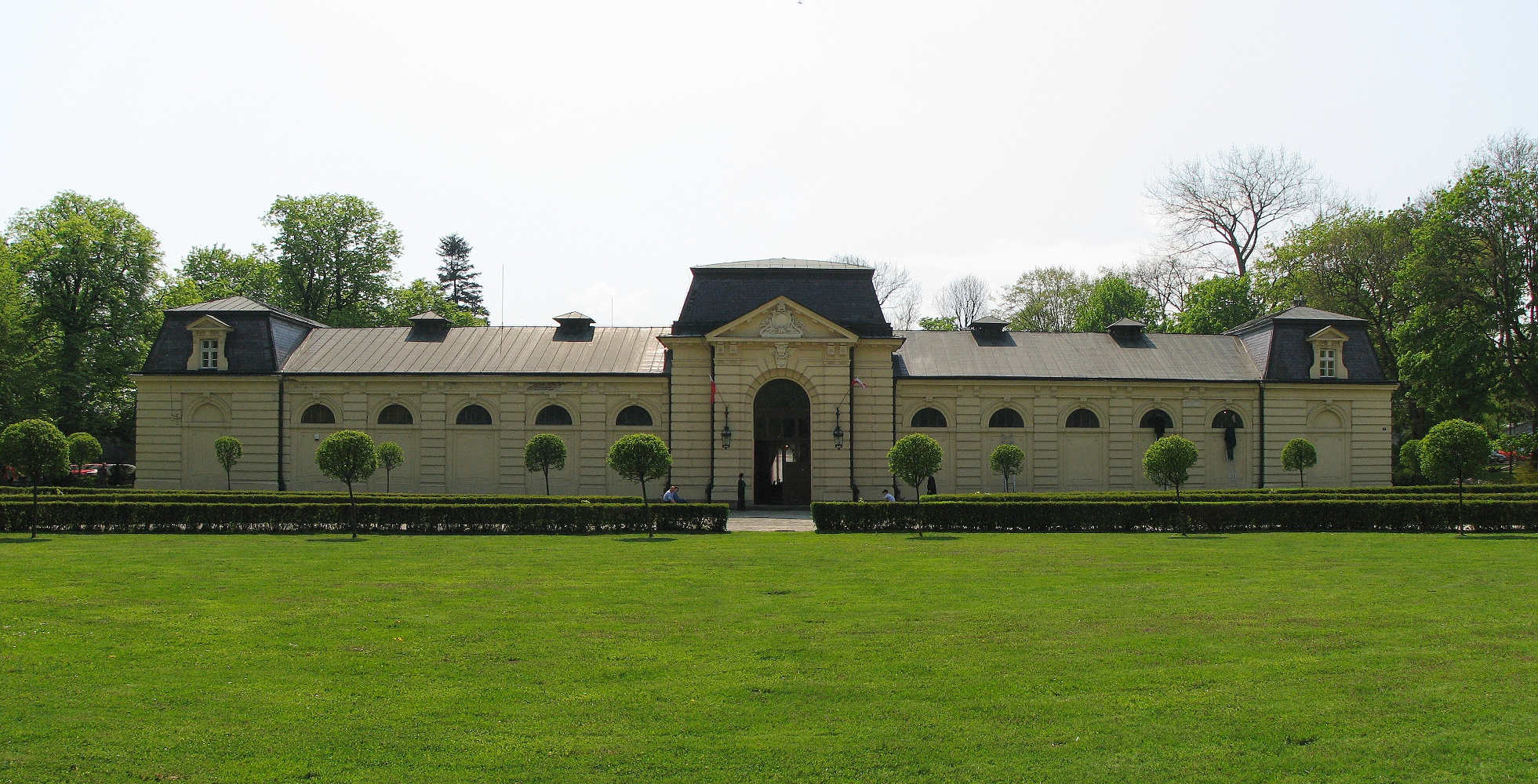
Konírna
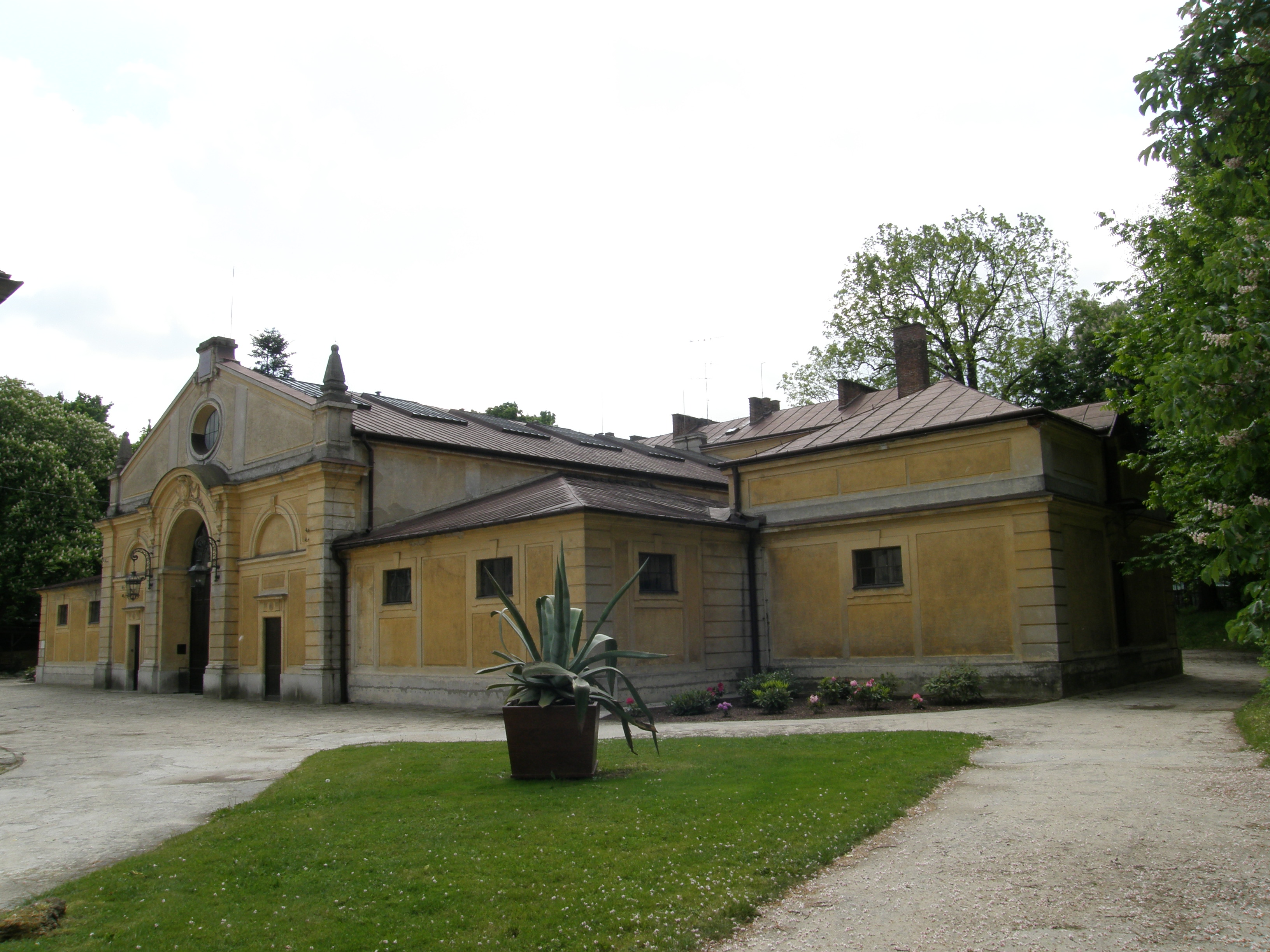
Kočárovna
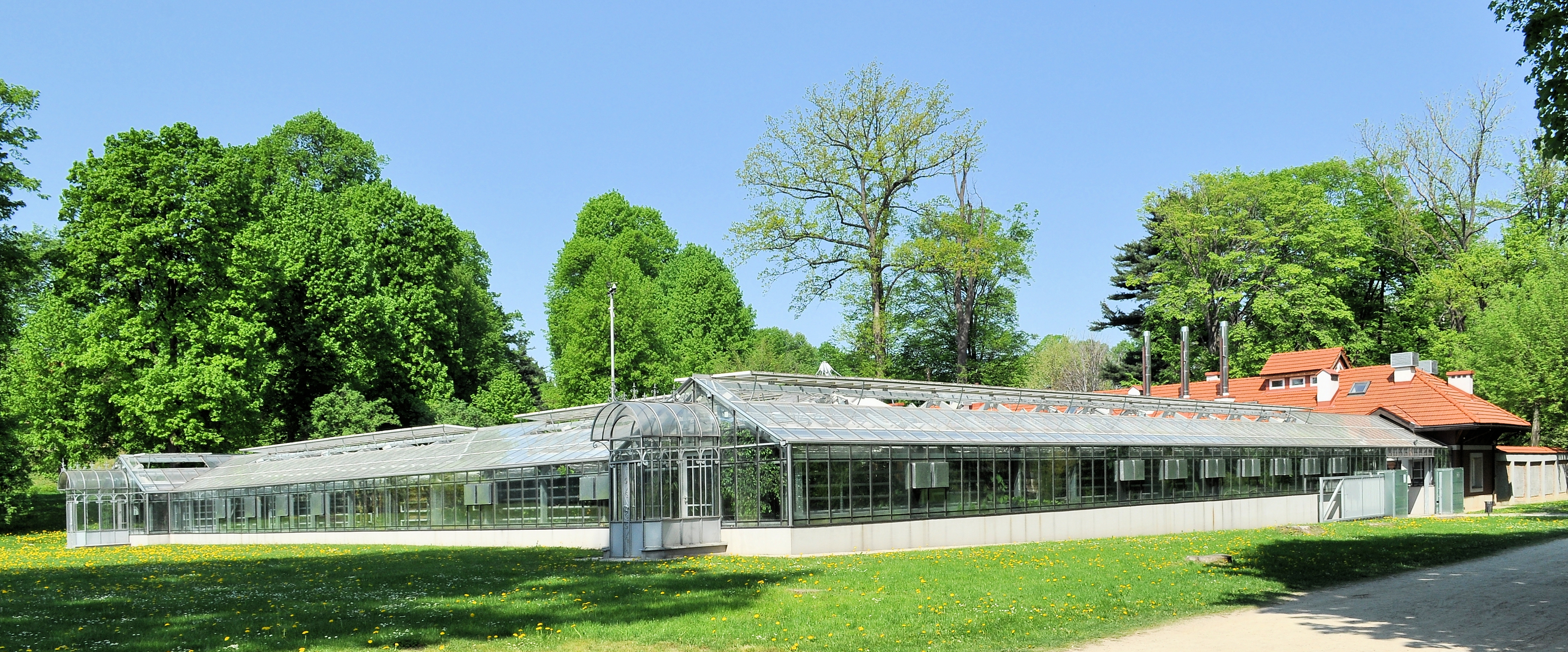
Skleník pro orchideje
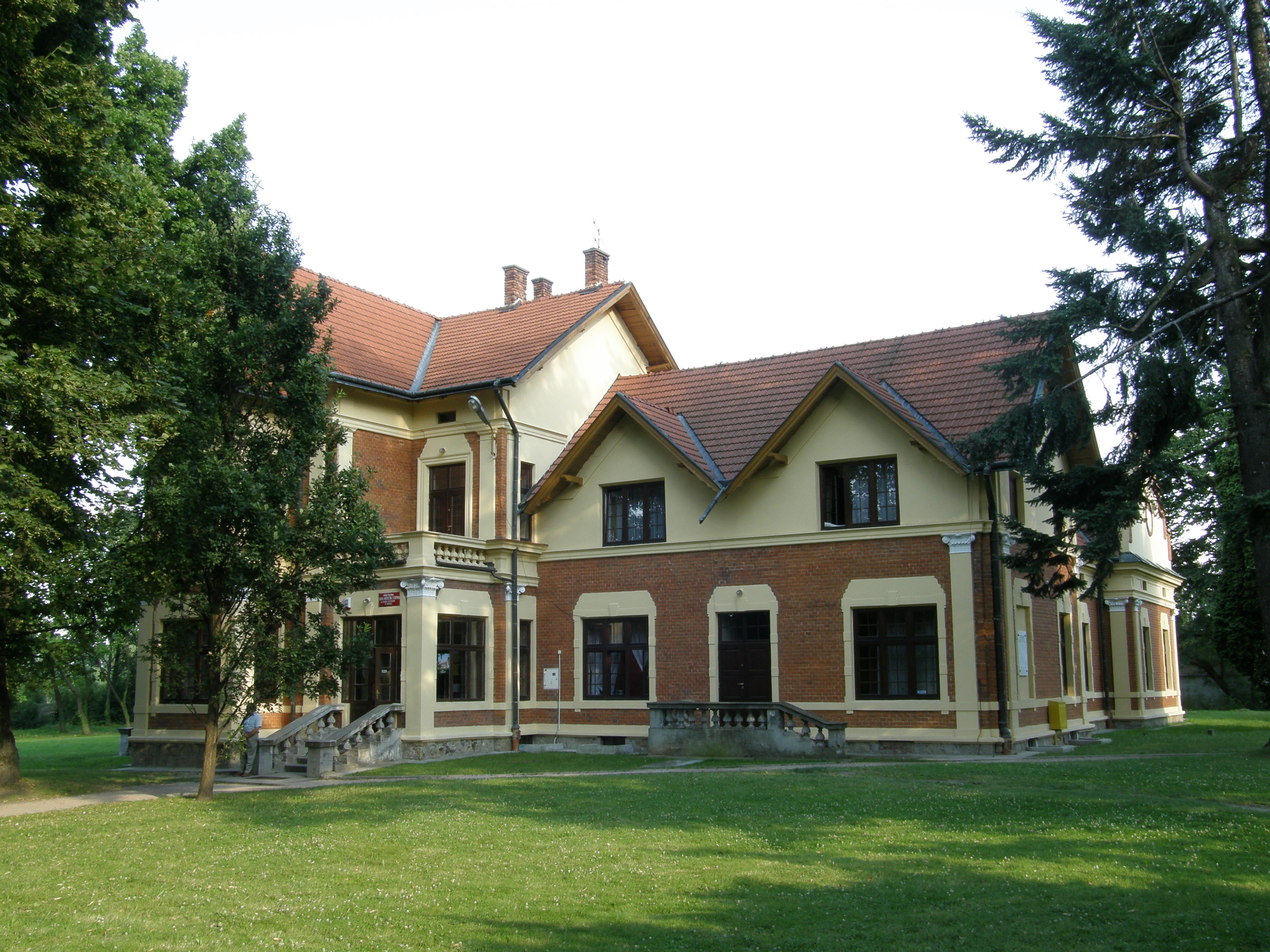
Dům zahradníka (nyní Hudební škola)
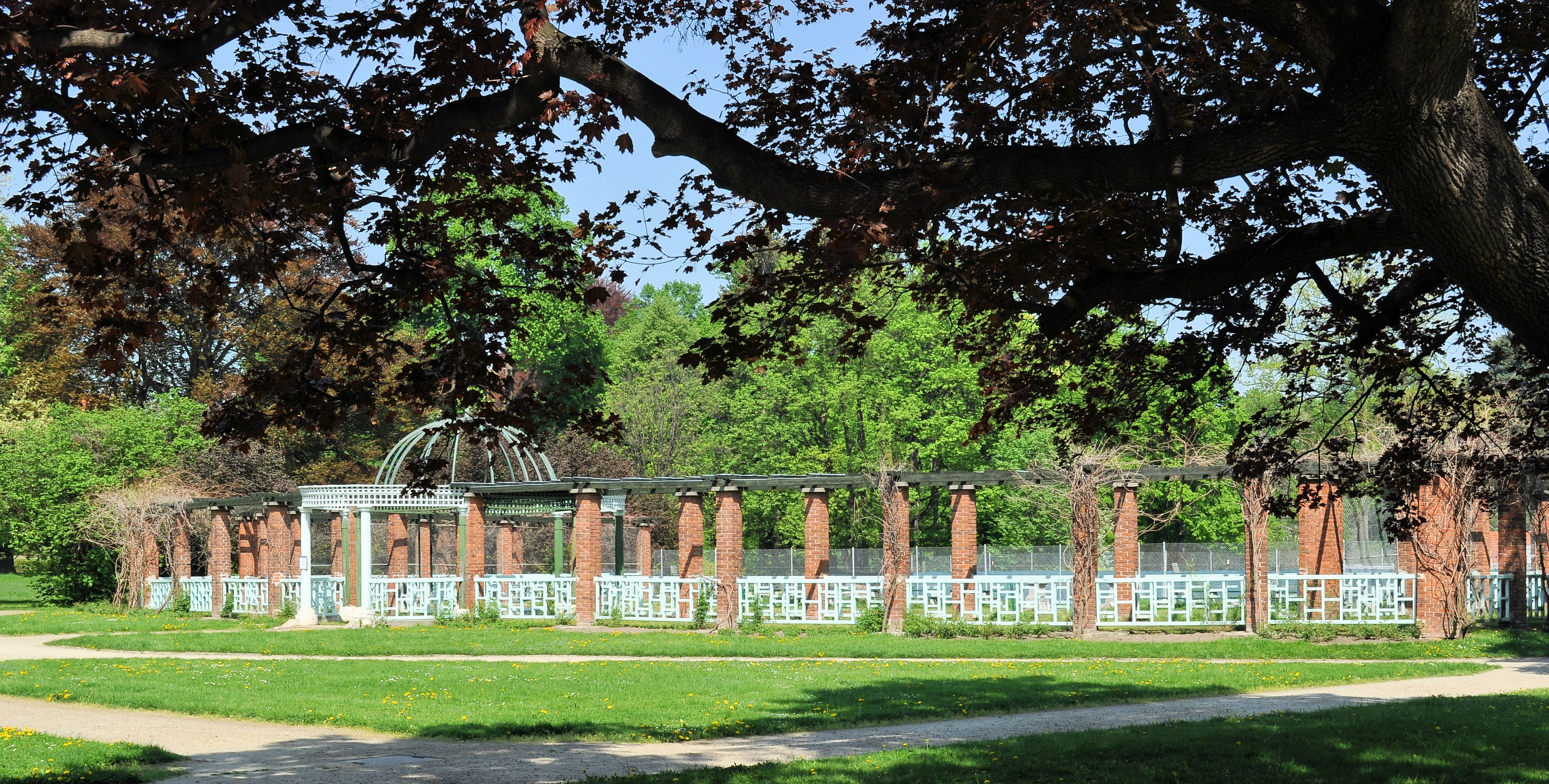
Tenisové kurty
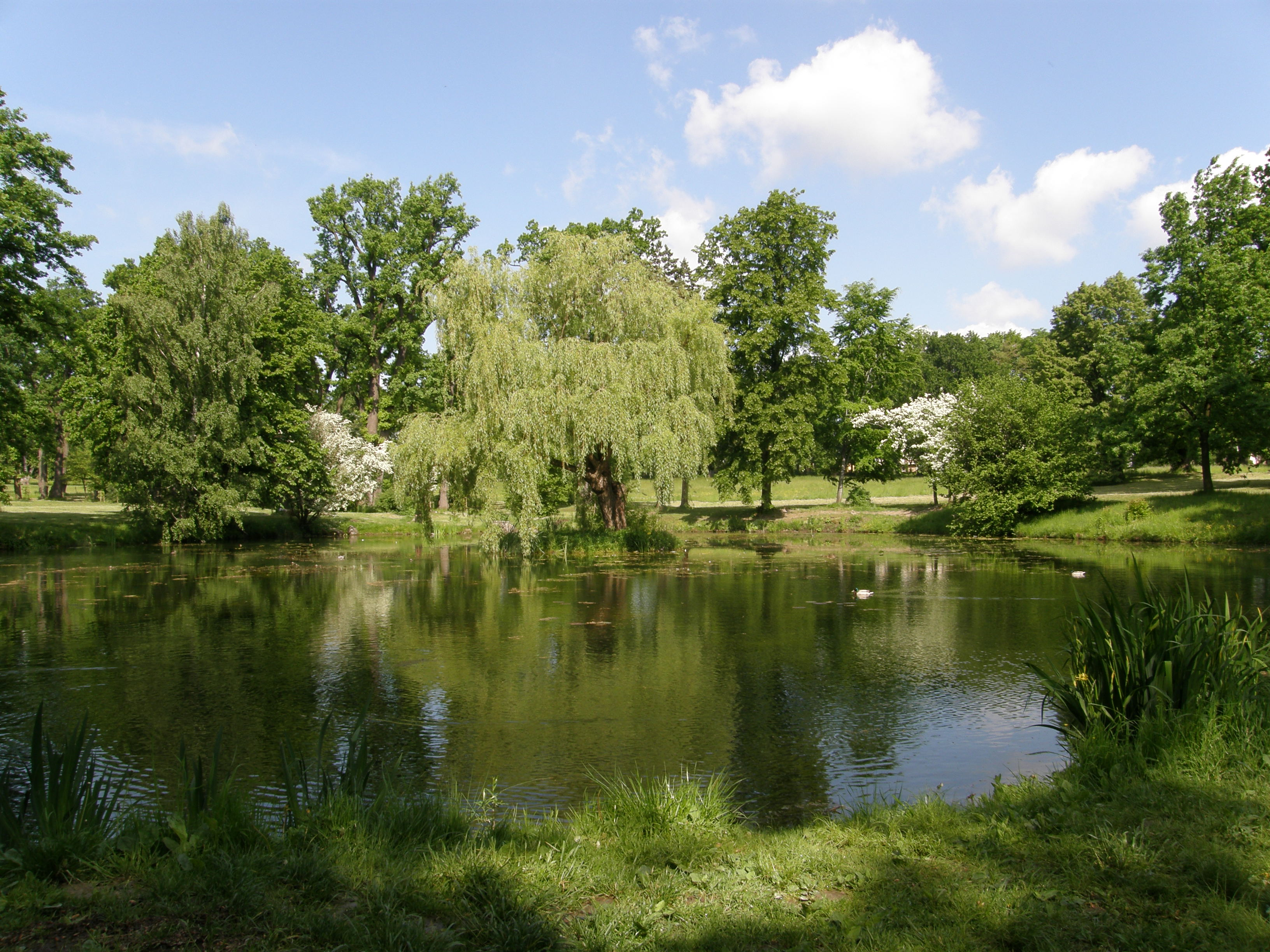
Jezírko
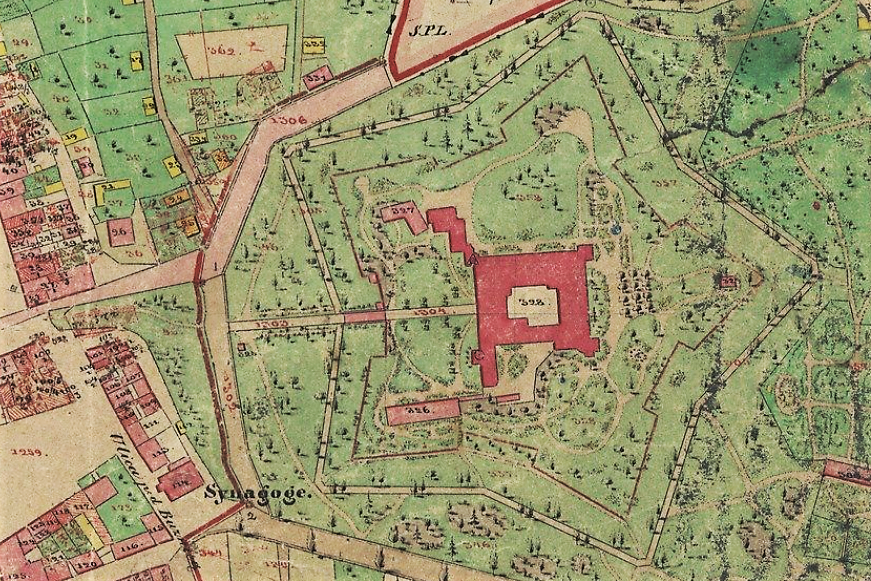
Plán z roku 1849